# II. Lubarna
II. Lubarna (Ilu-bar-ni) az Alalah–Ugariti Királyság (Unki, Hattina, Jahan) egyik ismert uralkodója, Halparunta utódja.
I. e. 831/829-ben III. Sulmánu-asarídu évkönyvei említik. Egyesek azonosnak tekintik a négy évtizeddel korábban a forrásokból hirtelen eltűnő I. Lubarnával. Az asszír forrás a patinai föld és nép vezetőjének nevezi, nem királyának. A felirat szerint az asszír király megölette Lubarnát, és kormányzót nevezett ki a helyére.